# World Grand Champions Cup masculine
La World Grand Champions Cup masculine est une compétition internationale de volley-ball masculin qui se déroule tous les quatre ans, l'année suivant les Jeux olympiques.

## Origines
La World Grand Champions Cup a été créée en 1993, après des changements radicaux sur les tournois organisés par la FIVB. L'objectif principal était de ne pas avoir une seule année sans concurrence mondial. C'est le seul tournoi organisé par la FIVB qui ne compte pas pour le classement mondial FIVB.

## Formule de la Compétition
- La compétition se déroule au Japon.
- Six équipes participeront à chaque événement: équipe hôte, quatre qualifiés et un invité.
- Le Japon est toujours pré-qualifié en tant que pays hôte.
- Les quatre champions continentaux.
- La dernière équipe participe à travers une wild card accordée par la FIVB.
- Elle se joue sous forme de Round Robin : chaque équipe rencontrant successivement toutes les autres.
- Le classement final est établi suivant les critères habituels du volley-ball : nombre de victoires, point ratio (le nombre total de points remportés divisé par le nombre total de points perdus), set ratio, l'affrontement direct.

## Palmarès
| 1993 Détails | Tōkyō          | Italie | Brésil     | Cuba              | Japon        |
| 1997 Détails | Tōkyō          | Brésil | Pays-Bas   | Cuba              | Chine        |
| 2001 Détails | Tōkyō / Nagoya | Cuba   | Brésil     | RF de Yougoslavie | Corée du Sud |
| 2005 Détails | Tōkyō / Nagano | Brésil | États-Unis | Italie            | Japon        |
| 2009 Détails | Tōkyō / Nagoya | Brésil | Cuba       | Japon             | Pologne      |
| 2013 Détails | Tōkyō / Kyoto  | Brésil | Russie     | Italie            | Iran         |
| 2017 Détails | Osaka / Nagoya | Brésil | Italie     | Iran              | États-Unis   |

## Tableau des médailles
| Rang  | Pays              | Médaille d'or | Médaille d'argent | Médaille de bronze | Total |
| 1     | Brésil            | 5             | 2                 | 0                  | 7     |
| 2     | Cuba              | 1             | 1                 | 2                  | 4     |
| 3     | Italie            | 1             | 1                 | 2                  | 4     |
| 4     | Pays-Bas          | 0             | 1                 | 0                  | 1     |
| 4     | Russie            | 0             | 1                 | 0                  | 1     |
| 4     | États-Unis        | 0             | 1                 | 0                  | 1     |
| 7     | RF de Yougoslavie | 0             | 0                 | 1                  | 1     |
| 7     | Japon             | 0             | 0                 | 1                  | 1     |
| 7     | Iran              | 0             | 0                 | 1                  | 1     |
| Total | Total             | 7             | 7                 | 7                  | 21    |